# De Heul (Houten)
De Heul is een buurtschap behorende tot de Nederlandse gemeente Houten, in de provincie Utrecht. Het ligt aan de rivier de Lek 1,5 kilometer ten zuidoosten van de kern van het lintdorp Schalkwijk. 
In de buurtschap is een museum, een veevoederfabriek en een regionale dierenarts gevestigd. Ook is er een dagrecreatieterrein aan de Lek. 

## Geschiedenis
De Heul is het centrum van het voormalige gerecht Pothuizen, een hoger gelegen gebied tussen de rivier De Lek en de Schalkwijkse ontginning. Het gerecht werd in 1330 toegevoegd aan  Schalkwijk. Kerkelijk viel het lange tijd onder de parochie Houten. 
Op de plek van de veevoederfabriek heeft tussen 1650 en 1970 een korenmolen gestaan. Deze wind annex rosmolen werd tijdens windstil weer aangedreven door een paard. In 1888 werd het paard vervangen door een stoommachine.
In 1820 kocht de bekende toneelspeler Andries Snoek een boerderij in De Heul . Na zijn dood in 1829 werd zijn woning gekocht door het hoogheemraadschap en omgevormd in een Dijkhuis. In 1865 brandde het huis af en werd het huidige Dijkhuis gebouwd. Enkele jaren later werd in Schalkwijk de vrijwillige brandweer opgericht. Het duurde echter tot het jaar 1897 dat De Heul een brandspuithuisje met brandspuit kreeg.

## Dijkdoorbraken bij De Heul
Op 5 januari 1523 breekt ter hoogte van boerderij Bothol de dijk door. Een gezin met vijf kinderen komt om het leven. Vee in Schalkwijk verdrinkt. 
Het Lekwater bereikt Leiden. Ook de werven en kelders in Utrecht lopen onder.
Op 6 januari 1638 brak ten noorden van buurtschap De Heul de Lekdijk door. De doorbraak vond plaats bij boerderij Eersbil. Landerijen lopen onder water en er was grote schade. Ook delen van de provincie Utrecht en Holland krijgen met wateroverlast te maken.
Dorpen: 't Goy · Houten · Schalkwijk · Tull en 't Waal

Buurtschappen: De Heul · Heemstede · Honswijk · Leebrug · Molenbuurt · Oud-Wulven · Wayen

Utrecht · Plaatsen in de provincie      Nederland · Provincies · Gemeenten